# Нодо, Жак-Кристоф
Жа́к-Кристо́ф Нодо́ (фр. Jacques-Christophe Naudot, 1690 (?), Франция — 26 ноября 1762 года, Париж, Франция) — французский флейтист и композитор эпохи барокко, активный участник масонской ложи «Кусто-Вильруа» (фр. Coustos-Villeroy). Первый из значительных исполнителей на флейте-траверсо во Франции.

## Биография

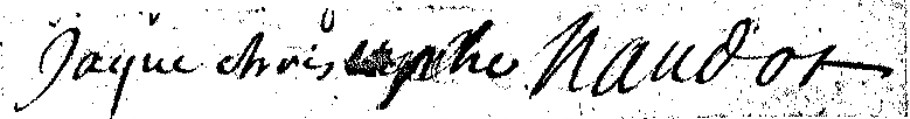
Жак-Кристоф Нодо. Автограф

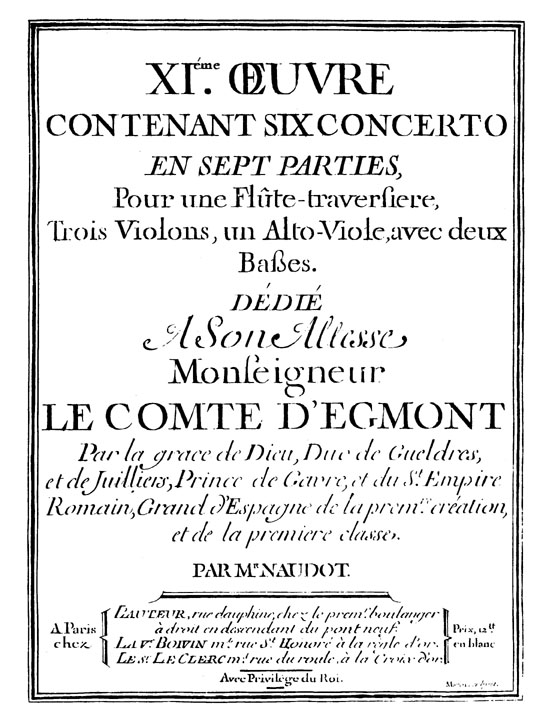
Титульный лист первого издания Концертов для флейты Жака-Кристофа Нодо, op. 11

Документальных свидетельств о жизни Нодо сохранилось немного. Полное имя композитора только четыре раза упоминается современниками: в музыкальном справочнике, двух масонских документах и сообщении о смерти и судьбе его имущества. Предки композитора, возможно, проживали в Труа в Шампани; там засвидетельствованы два музыканта, отец и сын, оба по имени Франсуа Нодо в 1611 и 1619 годах.
Дата рождения композитора неизвестна, но устанавливается на основе сообщения в документах. Нодо предложил своего сына в члены масонской ложи 6 марта 1737 года. Если возраст по крайней мере восемнадцать лет был необходим для членства в масонстве, а возраст двадцати лет был самым ранним для вступления в брак в это время, то маловероятно, что Нодо был бы моложе, чем тридцать восемь лет в 1737 году. Музыкальные сочинения Нодо по неизвестной причине никогда не подписывал своим именем Жак-Кристоф, указывая только фамилию. Biographle Universelle Франсуа-Жозефа Фети ошибочно называет композитора Жан-Жаком, что даже породило версию об одновременном существовании двух Нодо — флейтиста и композитора.
Композитор не имел официального придворного статуса. Опусы XI и I, сочинённые им, были посвящены графу Эгмонту. Есть основания предполагать, что он мог быть постоянным покровителем композитора.
Самая ранняя запись о Жаке-Кристофе Нодо находится в «Repertolre Alphabetique d’Artistes et Artisans» маркиза Леона де Лаборда, где он идентифицируется как учитель музыки, проживающий на улице Заграды в приходе Святой Женевьевы на 25 сентября 1719 года. С 1726 года Нодо проживал на улице Дофины. В 1748 году он проживал в Кафе Конти вблизи Пон-Нёф. В документе о смерти композитор проходит снова как «учитель флейты и музыки».
Жак-Кристоф Нодо был активным участником и организатором общедоступных музыкальных собраний Concert spirituel, основанных в 1725 году и прекратившихся только в 1790 году, в разгар Великой французской буржуазной революции.
Супругой композитора была Клод Клеманс, вдова некоего Памфила Риду. У него были пасынок Пьер-Памфил Риду и сын Жак-Даниэль (служил адвокатом парламента, впоследствии занимал должность «inspecteur général des vivres de l’armée d’Allemagne»).
Композитор сочинял в основном для своего инструмента (концерты, сонаты, дуэты с или без бассо континуо), его собственные произведения были опубликованы между 1726 и 1740 годами в Париже. Нодо был известен в кругу аристократов и состоятельных буржуа, о чём можно судить по посвящениям его сочинений представителям парижской элиты. В 1739 году поэт Денель (Denesle; 1694—1759) упоминает его в своей оде «Сиринга, или происхождение флейты». Пьер-Луи д’Акен (фр. Pierre-Louis D'Aquin) упоминает композитора в качестве известного сочинителя для флейты (при этом пишет его имя «Nodot») в своей книге об выдающихся людях 1753 года. Возможно, Нодо поддерживал дружеские отношения с Жозефом Боденом Буамортье, поскольку он участвует в 1752 году в издании двух его сборников сочинений. Композитор был знаком с Иоганном Иоахимом Кванцем. Копии сочинений Нодо хранились в библиотеках Карлсруэ и Шверина, что свидетельствует о международном признании его творчества современниками. Они издавались в Англии под фамилией Nandot.
Композитор скончался 26 ноября 1762 года на улице Святой Анны в Париже. Дом, где он умер, был снесён в 1786 году, чтобы освободить место для проспекта Оперы. Сын композитора Жак-Даниэль умер семнадцать лет спустя, 18 октября 1779 года, не оставив наследника.

## Композитор и масоны

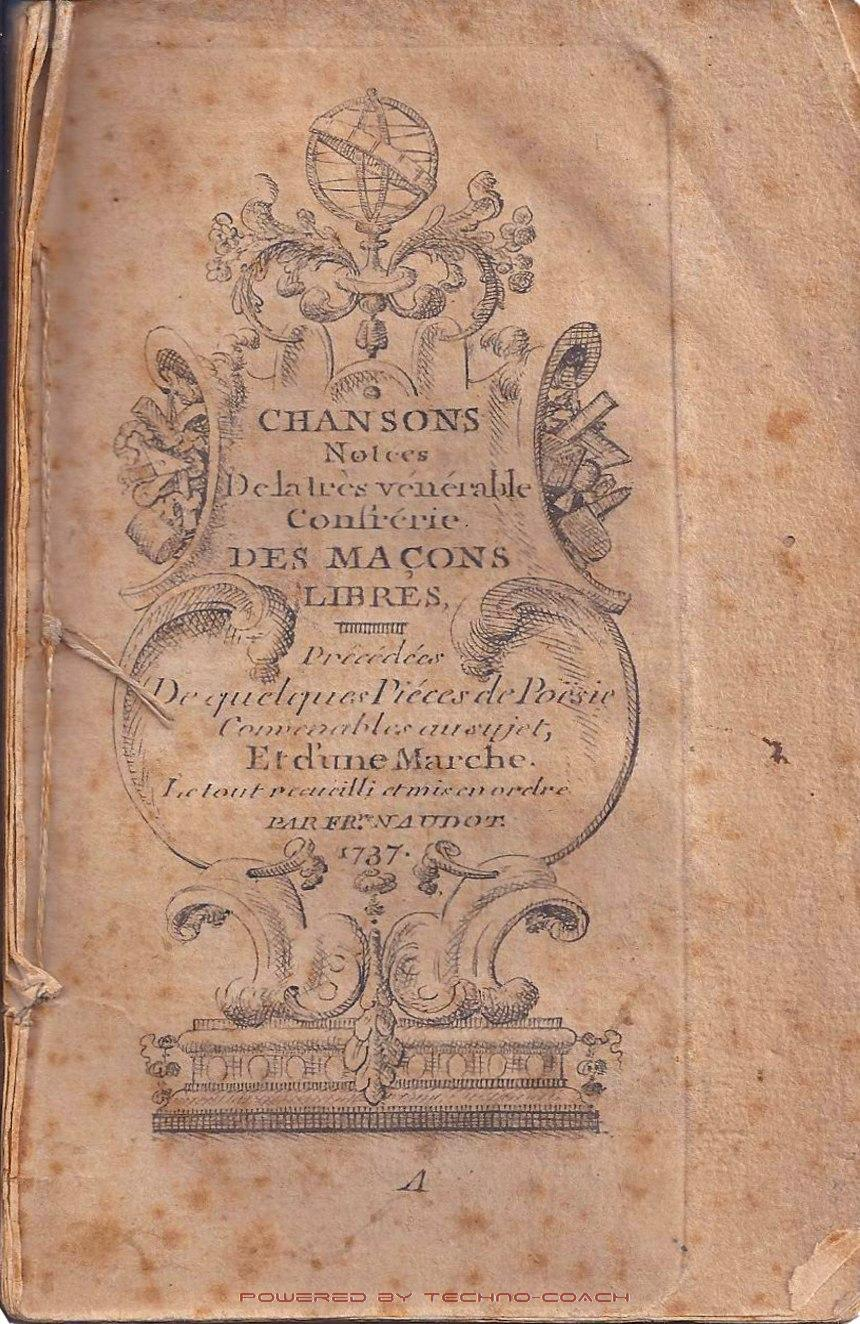
Жак-Кристоф Нодо. Chansons notées de la très vénérable confrérie des Maçons libres (1737). Титульный лист первого издания

Интерес к Нодо со стороны историков масонства был более значительным, чем музыковедов. Однако авторитетный Quellen-Lexicon настойчиво пишет о композиторе «Жан-Жаке Нодо» (как в Biographle Universelle) и «Брате Нодо», авторе масонского сборника «Chansons notées», как о разных людях.
В 1736—1737 году он принадлежал к масонской ложе Кусто-Вильруа (или Loge de la ville de Tonnere по месту её заседаний). Ложу создали Жан Кусто и Луи Франсуа Анн де Нёвиль, герцог Вильруа, это была одна из первых масонских лож во Франции. В состав ложи входили многочисленные иностранцы: немцы, скандинавы, поляки. Сохранились её документы, касающиеся Нодо, в которых присутствует даже подпись композитора. Историки предполагают, что это произошло из-за их конфискации полицией. Сохранились протоколы заседаний Loge de la ville de Tonnere в период с 18 декабря 1736 по 17 июля 1737 года. Подпись композитора находится среди шестидесяти одной на документе об учреждении ложи 18 декабря. Ложа была официально закрыта в том же 1737 году, когда масонские организации были запрещены кардиналом Андре-Эркюлем де Флёри, первым министром Людовика XV.
Его подпись (только фамилия) находится на документах всех заседаний, кроме двух, в течение периода, охватываемого имеющимися документами. Хотя регулярные встречи проходили по вторникам, фактически собрания могли проходить чаще. Например, были проведены встречи в марте 23, 24 и 26 числа, в мае — 7, 14, 21 и 28 числа, в июне — 13, 19 и 26 числа.
Предполагают, что композитор был достаточно активным деятелем масонского движения. За восемь месяцев, охватываемых документами, Нодо предложил четыре человека для членства в ложе. 23 марта 1737 года Нодо предлагает композитора Луи Николя Клерамбо в члены масонской ложи и он был принят единогласно. 26 числа того же месяца Нодо рекомендует уже своего сына Жака-Даниэля для вступления в ложу. Только брат Baur (банкир и заместитель Великого мастера ложи), который выдвинул десять кандидатов, и брат Буассо, который номинировал пять, были более активными в этом деле. 7 мая Жан Кусто предложил братьям ложи Кусто-Вильруа назначить брата Нодо, сочинившего марш масонов, суперинтендантом музыки ложи (фр. Surintendant de la musique de la loge), «чтобы доверить ему заботу о нашей музыке».
Нодо ненадолго был задержан вместе с тремя другими братьями во время гонений на масонов в апреле 1740 года, когда его ложа официально уже три года как прекратила своё существование. Находился до 9 мая в тюрьме For-l'Évêque. Аресты были политически мотивированными, но связаны не с реальной масонской деятельности, а с секретностью, в которой проходила она. Сохранился рассказ о его аресте в личных записях инспектора Русселя. В них Нодо идентифицируется с «Мастером масонской ложи, которая встречалась в его доме». По записям Русселя некоторые исследователи делают вывод, что это был не первый арест композитора.
Композитор посвятил сборник «Chansons notées», включающий сочинения для церемониала масонской ложи, Людовику, граф Клермону, пятому великому мастеру Великой ложи Франции с 1743 года.

## Судьба творчества композитора
На протяжении II половины XVIII — I половины XX века творчество Жака-Кристофа Нодо не привлекало внимания исследователей и исполнителей. Ситуация изменилась после публикации в 1970 году докторской диссертации Троя Джервиса, посвящённой биографии и сочинениям композитора. С того времени его произведения вошли в репертуар ведущих исполнителей-аутентистов. Среди них: Бенедек Чалог, Жан Пьер Рампаль, Пал Немет, Ганс-Мартин Линде, ансамбли Florilegium, Capella Savaria, лондонский Вивальди-оркестр и другие.

## Сочинения

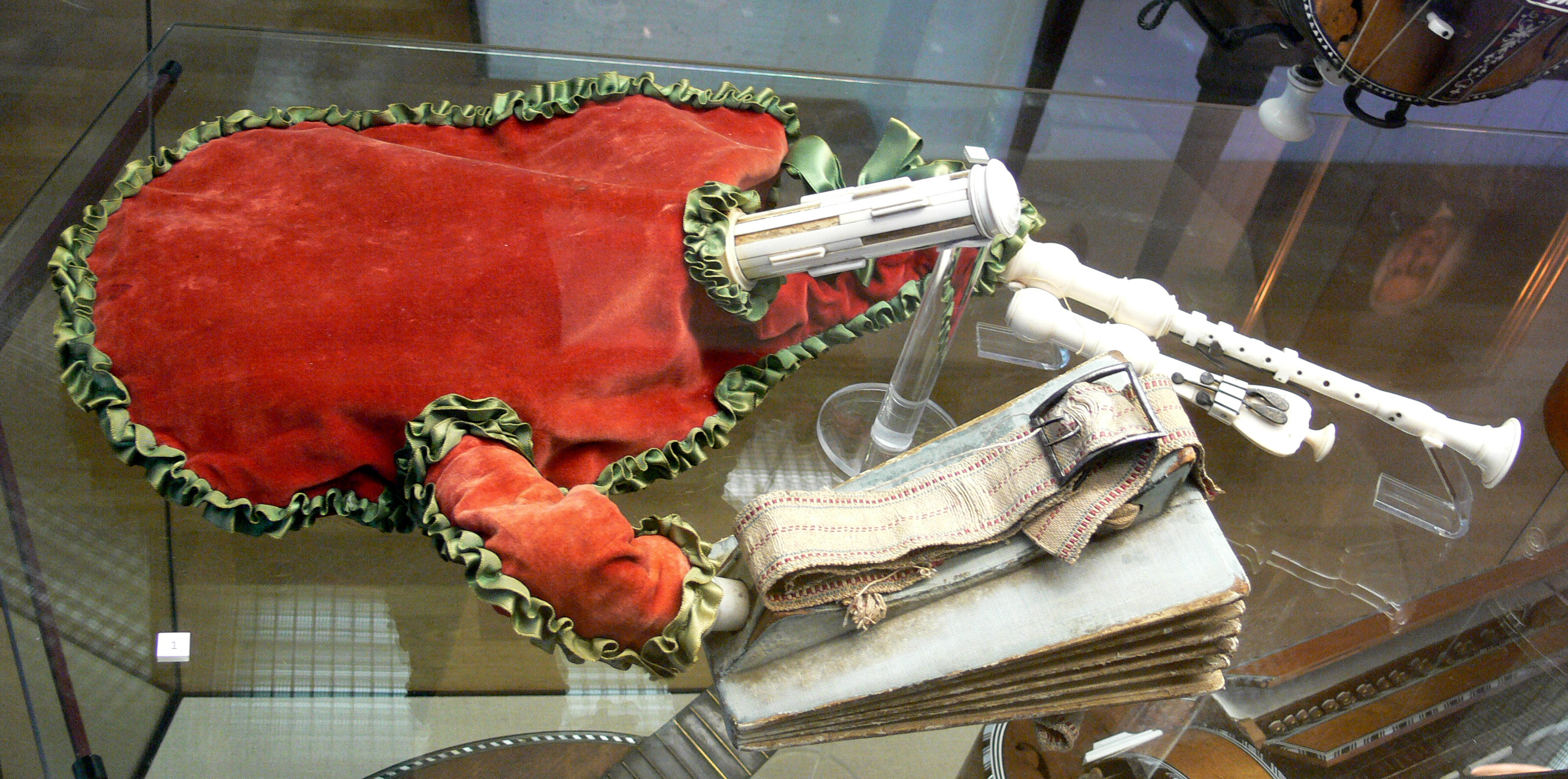
Мюзет

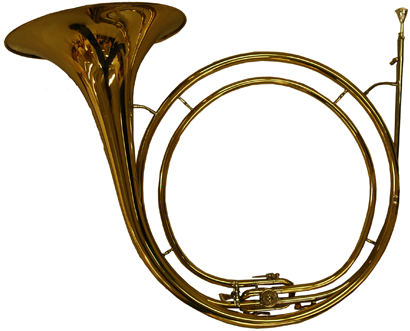
Охотничий рог

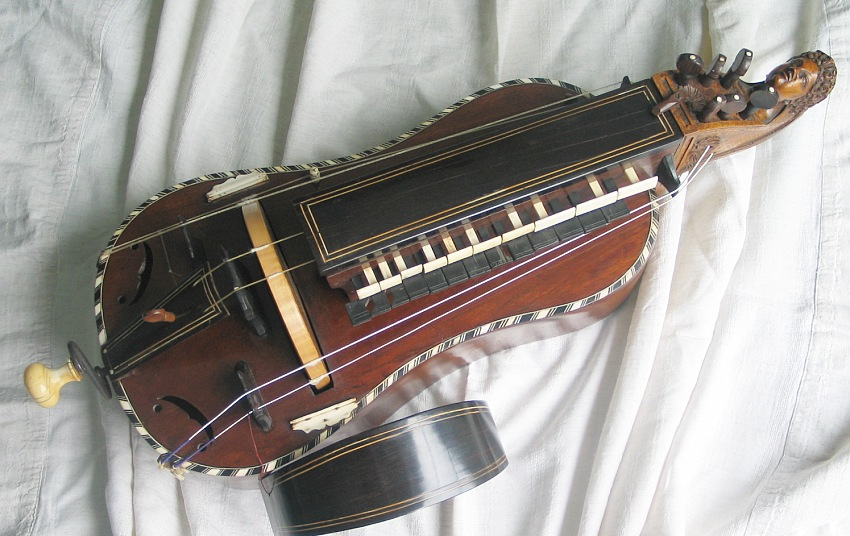
Колёсная лира

Среди сочинений композитора есть произведения, предназначенные для экзотических инструментов: мюзета, охотничьего рога, колёсной лиры.

### С указанием опуса
- Оpus 1: 6 Сонат для флейты-траверсо и баса (1726, посвящены графу Эгмонту)
- Оpus 2: 6 Трио-сонат для двух флейт-траверсо и баса (1726)
- Оpus 3: 6 Сонат для двух флейт-траверсо (1727)
- Оpus 4: 6 Сонат для флейты-траверсо и баса (1728)
- Оpus 5: 6 Сонат для двух флейт-траверсо (1728)
- Оpus 6: 6 Сонат для двух флейт-траверсо (1728)
- Оpus 7: 6 Сонат и один Каприс-трио для двух флейт-траверсо, скрипок, гобоев и баса; из которых три могут исполняться на мюзетах, колёсных лирах и блокфлейте (около 1730). Посвящены супруге Жана-Париса де Монмартеля
- Оpus 8: 6 Трио «Деревенские праздники» для мюзета, колёсной лиры, флейты, гобоя и скрипки с басом (около 1737)
- Оpus 9: 6 Сонат для флейты-траверсо и баса, № 5 может исполняться на мюзете (около 1737)
- Оpus 10: 6 Babioles для даух колёсных лир, мюзетов и других инструментов без баса (1737)
- Оpus 11: 6 Концертов-септетов для флейты, трёх скрипок, альтовой виолы и двух басов (1737, посвящены графу Эгмонту).
- Оpus 12: Разнообразные пьесы для флейты-траверсо и баса (1737)
- Оpus 13: Сонат для флейты-траверсо и баса (около 1740)
- Оpus 14: 6 Сонат для колёсной лиры, среди них три — с басом (около 1740)
- Оpus 15: 6 Трио-сонат для двух флейт-траверсо и баса (1740)
- Оpus 16: 6 Сонат для флейты-траверсо и баса (1740)
- Оpus 17: 6 Концертов для колёсных лир или мюзетов, двух скрипок и бассо континуо (1742). Посвящены виртуозу Danguy Laisné.

### Без указания опуса
- «Les Plaisirs de Champigny» для мюзетов, колёсных арф, флейт и баса (без даты)
- Маленькая книга пьес для двух охотничьих рогов, труб, флейт-траверсо или гобоев (1733)
- «Divertissement champêtre» для трио в составе мюзета или колёсной арфы, флейты и скрипки (1749)
- 25 менуэтов для двух охотничьих рогов, труб, флейт-траверсо, гобоев, скрипок и pardessus de viole[англ.] (1748)
- «L’Etrenne d’Iris», кантата для голоса в сопровождении флейты или скрипки (1736)
- Chansons notées de la très vénérable confrérie des Maçons libres (1737)[18]

### Публикации сочинений других композиторов, произведённые Нодо
- Noëls choisis et connus avec leurs variations pour deux flûtes traversières ou autres instruments, ajustés par M. Naudot. Paris, Boismortier, Mme Boivin, Le Clerc (1752)
- Airs choisis et connus en duo avec leurs variations для двух флейт-траверсо или иных инструментов. Paris, Boismortier, Mme Boivin, Le Clerc (1752).